# Stefan Čavor
Stefan Čavor (Kotor, Crna Gora, 3. studenog 1994.) je crnogorski rukometaš i nacionalni reprezentativac koji igra na poziciji desnog vanjskog.

## Karijera
Čavor je svoju rukometnu karijeru započeo u Budvanskoj rivijeri nakon čega ju nastavlja u španjolskom Ciudad Realu. Sezonu 2013./14. proveo je u dresu slovenskog Celja te je dvije godine branio boje Csurgóija. Ondje se istaknuo kao najbolji strijelac mađarske lige. Tijekom listopada 2016. dolazi u redove njemačkog bundesligaša HSG Wetzlara čiji je član i danas član. Tamo je doveden kao zamjena za ozlijeđenog Joãoa Ferraza te se pridružio sunarodnjaku Vladanu Lipovini.
Na reprezentativnoj razini, Čavor je za Crnu Goru igrao na Europskim prvenstvima 2016., 2018. i 2020. godine.

## Vanjske poveznice
- Profil rukometaša na službenim web stranicama EHF-a  Arhivirana inačica izvorne stranice od 12. siječnja 2020. (Wayback Machine)